# Audio Adrenaline (альбом)
Audio Adrenaline — дебютный студийный альбом американской христианской рок-группы Audio Adrenaline, выпущенный 17 апреля 1992 года на лейбле ForeFront Records.

## История
По словам участников группы, альбом появился на свет, когда они познакомились с Бобом Хердманом. Группа, которая в то время была известна как A-180, уже некоторое время играла и гастролировала. Хердман предложил им записать написанную им песню «My God», в которой смешались металл и рэп. После этого они попросили Хердмана присоединиться к группе в качестве клавишника. Хердман также предложил им сменить название, что они и сделали — Audio Adrenaline.
Продюсер и певец Тоби Маккихан (из dc Talk) наткнулся на запись «My God», и они встретились после концерта dc Talk в 1989 году. Маккихан принёс запись людям из Forefront Records, и они решили подписать контракт с группой. После этого они начали писать и записывать песни в том же ключе, что и «My God», сочетая элементы рока/попа с рэпом.

## Отзывы
| Оценки критиков     | Оценки критиков |
| Источник            | Оценка          |
| ------------------- | --------------- |
| AllMusic            | [ 3 ]           |
| Cross Rhythms       | [ 4 ]           |
| Jesus Freak Hideout | [ 5 ]           |

Альбом получил положительные отзывы от музыкальных критиков и был в целом хорошо принят публикой, продано 75 000 копий. Том Грейнджер из AllMusic дал альбому 3 звезды из 5 и назвал его «достойным дебютом». Пол Портелл из Jesus Freak Hideout дал альбому 3 звезды из 5. Портелл написал, что альбом «с самого начала показал, что вы можете быть христианской группой с позитивной лирикой и при этом веселиться». Однако он отметил, что «у альбома есть несколько недостатков». Джон ДиБиасе из Jesus Freak Hideout тоже написал, что в альбоме «есть несколько запоминающихся мелодий». В альбоме есть песня «DC-10», которая позже будет включена в несколько компиляций группы.
В более поздних интервью участники группы выражали свою неприязнь к альбому. Гитарист Барри Блэр в интервью журналу CCM Magazine сказал об альбоме: «Если бы это зависело от меня, я бы сжёг их все, заставил бы их исчезнуть… В этом альбоме нет ничего личного». Несмотря на это, песня «DC-10» была переделана для пятого студийного альбома Audio Adrenaline, Underdog, хотя и со свинговым ритмом.

## Список композиций
| №                   | Название                 | Текст песни              | Музыка                                   | Длительность |
| ------------------- | ------------------------ | ------------------------ | ---------------------------------------- | ------------ |
| 1.                  | «One Step Hyper»         | Bob Herdman, Mark Stuart | Blair, Will McGinniss, Stuart            | 4:20         |
| 2.                  | «What You Need»          | Herdman                  | Blair, Stuart                            | 4:26         |
| 3.                  | «Who Do You Love»        | Herdman, Stuart          | Stuart                                   | 3:49         |
| 4.                  | «PDA»                    | Herdman, Stuart          | Blair, Stuart                            | 4:08         |
| 5.                  | «The Most Excellent Way» | Herdman, Stuart          | Blair, Stuart                            | 4:25         |
| 6.                  | «J-E-S-U-S Is Right»     | Herdman                  | Blair, Herdman                           | 4:30         |
| 7.                  | «Revolution»             | Stuart                   | Blair, Stuart                            | 5:15         |
| 8.                  | «Audio World»            | Herdman, Stuart          | Blair, Stuart                            | 4:32         |
| 9.                  | «DC-10»                  | Herdman                  | Blair, Stuart                            | 3:12         |
| 10.                 | «My God»                 | Herdman                  | Blair, Stuart (choir)                    | 3:38         |
| 11.                 | «Life»                   | Blair, Herdman, Stuart   | Blair, Steve Griffith, McGinniss, Stuart | 4:21         |
| Общая длительность: | Общая длительность:      | Общая длительность:      | Общая длительность:                      | 46:40        |

## Участники записи
- Марк Стюарт — вокал
- Барри Блэр — гитара, вокал
- Уилл Макгиннисс — бас, вокал
- Боб Хердман — клавишные, вокал